# Cal Betriu (Odèn)
Cal Betriu és una masia situada al municipi d'Odèn, a la comarca catalana del Solsonès. Es troba entre Cal Bonet i l'església de Santa Eugènia de la Móra Comdal.